# クランド
『クランド』は、松本レオ作画、たかしげ宙原作による漫画作品。講談社とYahoo!コミックによる「新世代ヒーロー創出」を提唱する協同企画ウェブマガジン『ヒーロークロスライン』に連載されたウェブコミックである。

## 概要
連載は2007年10月31日 - 2009年1月21日。当初、更新周期は月単位であったが、松本レオの一身上の都合により不定期になった。『ヒーロークロスライン』創刊時の初期連載作品の一つで。2008年4月23日に単行本第1巻発売、同4月24日に有料配信版が配信開始、以降単行本及び有料配信版発売に伴って第2話以降古い話数は順次無料公開を終えるが、第1話と単行本・有料版未収録の比較的新しい数話がYahoo!コミックにて無料公開されていたが現在では配信サイトが閉鎖となっている。
東京都の架空の下町・榊町を舞台に、土地神として祀られている武将の霊・蔵人が、正義感の強い新人警察官・圭太と「合神」することによって強大な能力を持つ「クランド」として活躍する、アクションストーリー漫画である。
本作の大きな特徴は、登場するヒーロー「クランド」のスケールの大きさにある。彼は自身が広く影響を及ぼす榊町の外からでも遠望できるほど巨大化でき、後述するとおり、とても多様かつ強力な能力を持ち、反面、幾つかの明らかな弱点を持つ。霊魂のノッカーズを中心に据えた現代劇であり、たかしげ宙原作らしいオカルト的要素を取り入れたSF漫画作品である。世界観についてはヒーロークロスライン作品共通の世界観も参照。

## あらすじ
新人巡査の大崎圭太が配属された榊町は東京の下町にあり、世間で騒がれているノッカーズ犯罪とは無縁のように思われた。ところがある夜、通報で商店街に駆けつけた圭太らは、圧倒的な怪力で建物を破壊するノッカーズ犯罪者と遭遇する。警官らの銃撃をものともせず襲いかかるノッカーズによって次々と同僚を倒され、絶体絶命に追い込まれた圭太に、何者かが話しかけてきた。土地神・蔵人（クランド）と名乗るその人物は、お供え物をし「願い事」をすれば、彼に力を貸すと言う。やむなくそれを承諾した圭太は蔵人と合神、その依童（よりわら）として巨大な鎧武者姿となったクランドに取り込まれてしまった。クランドは驚くべき能力で破壊された町を修復し、重傷を負った人々を回復させ、凶暴なノッカーズ犯罪者すら一蹴してしまうが、彼の強さ故に「帰らずの町」とあだ名された榊町には、命知らずのノッカーズ犯罪者たちが集まるのだった。

## 登場キャラクター
クランド
本作におけるヒーロー。生前は阪中忠四郎蔵人（さかなか ちゅうしろう くらんど）という名の戦国武将だったが、天正18年（1590年）、北条氏に属して徳川家康と戦い討死、その後、徳川家に祟り続けたため、土地神として社に祀られていたが、1999年9月26日に起きた「オルタレイション・バースト」の際、霊魂の状態でノッカーズ化した。
土地神を称し“願い事”を聞く際にも「二礼二拍手一礼」を求めたりするが、生前は神道信者ではなく仏教徒だったためか、普段は宝冠（ほうかん）を巻いた僧衣姿で数珠を首からかけている。およそ神らしからぬ粗野で世俗的な言動をし、現代のお笑いにも通じている風である。一方で自らの影響下にある榊町一帯を荒らされることを嫌い、物語開始以前から侵入してくるノッカーズ犯罪者を撃退し続けていたらしく、周辺は不良ノッカーズの間では「帰らずの町」として知られている。
彼は強力な能力を持つが、実体を持たないので人によっては彼の姿が見えなかったり、現実世界において彼単独で使える能力には限界があり、それ以上の能力行使には依童（よりわら）と「合神」する必要がある。物語においては第1話にて蔵人自身により選ばれた圭太が主な依童となっている。また、蔵人が自発的に合神することはできず、必ず他者から供物を伴う願掛けを受ける必要があり、時には蔵人が圭太にこの「願い事」を要求する場合がある。なお、この際求められる供物は旬の魚介類などを用いた料理が中心である。圭太と合神したクランドは、髑髏の様な顔を持ち、大きな三日月形の前立を着けた兜及び武者鎧を着た姿へと変貌する。この際、蔵人も依童も意識を保ったままで、クランドの行動はそれぞれに影響される。
彼は、とても広範囲に渡って物を見たり、身体の大きさを変えたり、強大な攻撃力を発揮することができ、破壊された建物や負傷者を瞬時に元通りに修復・治療することもできる。また、結界の中に閉じ込めた敵に向けて矢を放ち、ノッカーズから無傷のうちに能力を封じることもできる。ただし、これらの能力が発揮できるのは広大ながら一定の範囲内に限られる。
修復・治療能力は合神することなく使用できるが、無機物の場合は彼の影響下にある土地に長く存在したものでないと完全には修復できず、死人を蘇生させることも不可能である。さらに、クランドは「願い主」の意思にも逆らえない。
彼はそのキャラクター性により、比較的早くから他作品の内容に関わる形でのクロスオーバー出演を果たしている。
大崎 圭太（おおさき けいた）
本作の主人公で、榊町4丁目付近、蔵人の社の向かいに建つ交番勤務の新人巡査。いわゆる頭を使うことが苦手なタイプで弱気な様子もあり頼りなげだが、正義感の強い青年。警察官らしく、体術（柔道等）の訓練は十二分に積んだようで、幾度となく返り討ちにあったキョーウンを投げ飛ばすことに成功している。なぜかハンドブレーキを使ったドリフトターンができる。
着任間も無く起きたノッカーズによる強盗事件の際、犯人になぎ倒された先輩警察官らを救うべく、囁きかける蔵人に応じ、彼の依童となった。以来、しばしば彼にからかわれつつも、その能力を借りてノッカーズ犯罪者を検挙する。
井沢野 百合（いざわの ゆり）
しばしば蔵人の社を訪れる美人女性。実は圭太以前に蔵人の依童であったらしい。彼女と合神したクランドは、圭太を依童とするときと姿が大きく異なり、甲冑が明るい色になり、顔を含め彼女自身が甲冑を着た様な姿になる。
キョーウン（本名不明）
ノッカーズ。チンピラのような格好で、胸から両側頭部にかけて二匹の蛇の刺青が彫られている。本人曰く空も飛べないし変身もできず、攻撃能力もないが、自分を中心とした一定範囲内の事象を「自分の都合の良いように」操作することができる『強運』の能力を持つ。能力もさることながら観察力と頭脳でもって町を人質に取り、クランドに自分と組む様要求するが、彼が協力するための条件を知らなかったため失敗。更に前述の能力の欠点を突かれて圭太に取り押さえられかけるが、自分の能力も手伝って何とか逃走する。
ハネコー（本名不明）
声 - 田口臣
ノッカーズ。翼を持つ翼竜のような姿に変身して空を飛ぶことが可能で、何故か人間態でも四本の腕を持つ。変身時は腕を自在に伸縮させて攻撃することが可能。キョーウンにのせられて町を攻撃するが、クランドの逆襲を受けて腕の一本を引きちぎられる。その後彼に腕を直してもらったために改心したらしい。現在は圭太に電話で呼ばれてタクシー代わりにされるなど、パシリ的扱いを受けている。
リボルバー（本名不明）
自身の治療の依頼や犯罪者ノッカーズの退治の助力を求めて時折クランドの社を訪ねるノッカーズ。
変身すると黒いテンガロンハットに黒コートにロングブーツと言うカウボーイの様な姿になる。武器は両手を、長い銃身を円形に5門束ねたような形に変形させ、弾丸を撃ち出す攻撃。
クランドに比べると遥かにひ弱で、ノッカーズとしても決して強力な部類ではないらしい。が、正義感が非常に強く、「たまたま手に入れた」ノッカーズ能力を悪用する者には強い怒りを抱き、戦いを挑む。
正体は妻子のある、ごく普通のサラリーマンらしいのだが、変身前の姿は未登場でクランドすら知らない。
エイブラムス（本名不明）
最高指名手配されていた、「戦車」の異名を持つ凶悪犯罪者ノッカーズ。その異名に相応しい重装甲とパワーでリボルバーを苦しめた。
大崎圭太の管轄外で暴れまわっていた所をリボルバーに邪魔され、子どもの救出も許してしまう。その翌晩、同様の事件を起こした際に見え見えの陽動にかかり、クランドの領域に入った所を退治され、能力を封じられる。
正体は身長の低い、気弱そうな初老の男性。しかし、変身すると前述の様な凶悪犯罪を起こす凶暴な性格に変貌する。
和泉 彰吾（いずみ しょうご）

### 他作品からの登場キャラクター
アルクベイン
声 - 杉田智和
高階 一平（たかしな いっぺい）
声 - 石塚運昇
ウサ探
声 - 若本規夫
レイズマン・ゼロ
声 - 高野慎平
テンシマン

## 書誌情報
- 松本レオ『クランド』講談社〈マガジンZKC〉
  1. 2008年4月23日第1刷発行、同日発売、ISBN 9784063493535
  2. 2009年5月29日第1刷発行、同日発売、ISBN 9784063494341